# 石井啓介
石井 啓介（いしい けいすけ、1977年4月2日-  ）は、日本の警察官僚。警察庁長官官房参事官(匿名・流動型犯罪グループ担当)。

## 来歴
熊本県熊本市出身。2001年 (平成13年)、東京大学法学部を卒業後、警察庁に入庁。
その後、長野県警察本部刑事部捜査第二課長、神奈川県警察本部刑事部捜査第二課長、在中華人民共和国日本国大使館一等書記官、警察庁長官官房企画官兼警察庁刑事局刑事企画課理事官、警視庁第一方面本部長兼警務部参事官などを歴任。
2023年2月10日、警察庁刑事局刑事企画課刑事指導室長兼サイバー警察局付に就任し、刑事手続きのIT化、取り調べの高度化、新たな捜査手法等の企画調整に取り組んだ。
2024年4月1日、初代警察庁長官官房参事官(特殊詐欺および匿名・流動型犯罪グループ担当)に就任。
2024年10月14日、警察庁長官官房参事官(匿名・流動型犯罪グループ担当)兼刑事局組織犯罪対策部組織犯罪対策第二課長に就任。
2025年1月17日、警察庁長官官房参事官(匿名・流動型犯罪グループ担当)に就任。

## 略歴
- 2001年
  - 4月- 警察庁入庁[1]
  - 9月- 警視庁渋谷警察署係長[5]
- 2002年9月- 警察庁生活安全局生活安全企画課係長[5]
- 2003年9月- 大阪府堺南警察署刑事課課長代理[12]
- 2006年8月- バンダービルト大学留学[5]
- 2007年8月- 長野県警察本部刑事部捜査第二課長[4]
- 2009年2月- 警察庁刑事局組織犯罪対策部暴力団対策課課長補佐[13]
- 2010年7月- 金融庁証券取引等監視委員会事務局証券検査課課長補佐[5]
- 2012年7月- 神奈川県警察本部刑事部捜査第二課長[14]
- 2014年8月- 警察庁長官官房総務課課長補佐[15]
- 2016年8月- 在中華人民共和国日本国大使館一等書記官[5]
- 2019年9月- 警察庁刑事局捜査第二課理事官 (任警視正)[5]
- 2020年
  - 1月- 警察庁長官官房企画官兼刑事局刑事企画課理事官[5]
  - 9月- 内閣官房情報通信技術総合戦略室企画官[5]
- 2021年9月- デジタル庁統括官付参事官付企画官[5]
- 2022年10月- 警視庁第一方面本部長兼警務部参事官 (任警視長)[16]
- 2023年2月- 警察庁刑事局刑事企画課刑事指導室長兼サイバー警察局付[5][8]
- 2024年
  - 4月- 警察庁長官官房参事官(特殊詐欺および匿名・流動型犯罪グループ担当)[6][7][8]
  - 10月- 警察庁長官官房参事官(匿名・流動型犯罪グループ担当)兼刑事局組織犯罪対策部組織犯罪対策第二課長[9][10][11]
- 2025年1月- 警察庁長官官房参事官(匿名・流動型犯罪グループ担当)[2][3]